# 松田敏博
松田 敏博（まつだ としひろ、1948年3月21日 - ）は、日本のプロゴルファー。

## 来歴
1974年にプロ入りし、1976年の中部オープンでは3日目に陳健振（中華民国）と並んでの4位タイに着け、最終日には陳健・鈴木豊・鈴村照男・大場勲・呂良煥（中華民国）に次ぐ6位に入った。
1978年のKBCオーガスタでは初日を吉川一雄・菊地勝司・小林富士夫・安田春雄・関水利晃・山田健一、ベン・アルダ（フィリピン）、久保四郎と共に4アンダー68の5位タイでスタートし、2日目には吉川と共に中村通・謝永郁（中華民国）・横島由一と並んでの8位タイ、3日目には謝敏男（中華民国）、ジーン・リトラー（アメリカ）、安田と共に山田・杉原輝雄・新井規矩雄・横島・アルダ・鷹巣南雄ら5人の首位集団から2打差8位タイに着けた。
1980年の岐阜関カントリー倶楽部開場15周年記念「岐阜関チェリーカップトーナメント」では2日目に高橋五月・寺本一郎・川上実と並んでの5位タイに浮上し、最終日には藤木三郎・寺本・豊田明夫と並んでの5位タイ に留まった。
1991年の中部オープンを最後にレギュラーツアーから引退し、1993年には三重県オープンで優勝。
現在は所属する三重県四日市市の大型ゴルフ練習場「四日市インターゴルフ」で月曜日、水曜日、金曜日にレッスンを担当。

## 主な優勝
- 1993年 - 三重県オープン